# Екбертини
Екбертините (на немски: Ekbertiner, Cobbonen) са благородническа фамилия от саксите по времето на Каролингите и Лиудолфингите, с които е в роднински връзки. Живели са в южна Вестфалия между Рейн и Везер. Прародител е Екберт, който от Карл Велики е поставен за dux на саксите.
Най-важните членове на фамилията са:
1. Екберт (* 756; † сл. 811), граф на Марка Дания и dux на Саксония; ∞ Ида от Херцфелд (* 770/775; † 825), дъщеря на Карломан I (брат на Карл Велики)
  1. Кобо Старши (* 800), граф във Вестфалия 825-850; ∞ NN
  2. Варин, игумен на Корвейския манастир 831-856
  3. (несигурно:) Адила; омъжена за Буничо и след смъртта му и на синовете ѝ игуменка в Херфорд
  4. дъщеря (Ида Младша; ∞ I NN; ∞ II втора съпруга на граф Азиг (Езико), наследницете им: Езикони)
    1. Хадевиг, игуменка в Херфорд 858-887, ∞ граф Амалунг
      1. Бенид
      2. Амалунг

    2. Кобо Млади, на служба при Карл Плешиви

- Бово I, игумен на Корвей 879-890, племенник на игумен Варин
- Бово II, игумен на Корвей 900-916, внук на Бово I
- Бово III, игумен на Корвей 942-948, правнук на Бово II